# Paul Potts
Paul Potts (* 13. října 1970, Bristol, Velká Británie) je zpěvák, který vyhrál první sérii Britain's Got Talent televize ITV. V soutěži zaujal především zpěvem árie Nessun dorma (Ať nikdo nespí) z posledního aktu Pucciniho opery Turandot. Potts nyní žije v Port Talbot v jižním Walesu.
V červenci 2009 vystoupil v pražském Obecním domě.

## Diskografie

### Alba
- 2007 One Chance
  - #1 (UK, Irsko, Německo, Jižní Korea, Norsko, Dánsko, Švédsko, Hongkong, Nový Zéland, Austrálie, Kanada, Kolumbie, Mexiko)
- 2009 Passione[2]
- 2010 Cinema Paradiso

### Singly
- 2007 Nessun Dorma
  - #100 (UK), #2 (Tchaj-wan)